# لويس إل. بوير
لويس إل. بوير (بالإنجليزية: Lewis L. Boyer)‏ هو سياسي أمريكي، ولد في 19 مايو 1886 في الولايات المتحدة، وتوفي في 12 مارس 1944 في نفس البلد. حزبياً، نشط في الحزب الديمقراطي. وقد انتخب عضو مجلس النواب الأمريكي.